# 080 (prefisso)
080 è il prefisso telefonico del distretto di Bari, che appartiene al compartimento omonimo.

## Distretto telefonico di Bari
Il distretto telefonico di Bari è raggiungibile in teleselezione mediante il prefisso 080. Esso comprende la città metropolitana di Bari ed alcuni Comuni che fanno parte delle confinanti province di Barletta-Andria-Trani, Brindisi e Taranto.
Il distretto di Bari confina con i distretti di Brindisi (0831) a est, di Taranto (099) e di Matera (0835) a sud, di Potenza (0971) e di Andria (0883) a ovest.

## Aree locali
Il distretto di Bari comprende 45 Comuni compresi nelle 15 aree locali di Acquaviva delle Fonti, Altamura, Bari, Bitetto, Bitonto, Casamassima, Fasano, Gioia del Colle, Martina Franca, Molfetta, Monopoli (ex settori di Conversano e Monopoli), Putignano, Rutigliano (ex settori di Mola di Bari e Rutigliano), Ruvo di Puglia e Triggiano.

## Comuni aventi il prefisso 080
Tutti i comuni della città metropolitana di Bari hanno l'unico prefisso 080.
I Comuni compresi nel distretto contrassegnato dal prefisso telefonico 080, con tutte le relative frazioni e contrade, sono:
Acquaviva delle Fonti, Adelfia, Alberobello, Altamura, Bari, Binetto, Bisceglie (BT), Bitetto, Bitonto, Bitritto, Capurso, Casamassima, Cassano delle Murge, Castellana Grotte, Cellamare, Cisternino (BR), Conversano, Corato, Fasano (BR), Gioia del Colle, Giovinazzo, Gravina in Puglia, Grumo Appula, Locorotondo, Martina Franca (TA), Modugno, Mola di Bari, Molfetta, Monopoli, Noci, Noicattaro, Palo del Colle, Poggiorsini, Polignano a Mare, Putignano, Rutigliano, Ruvo di Puglia, Sammichele di Bari, Sannicandro di Bari, Santeramo in Colle, Terlizzi, Toritto, Triggiano, Turi e Valenzano.

## Storia della telefonia

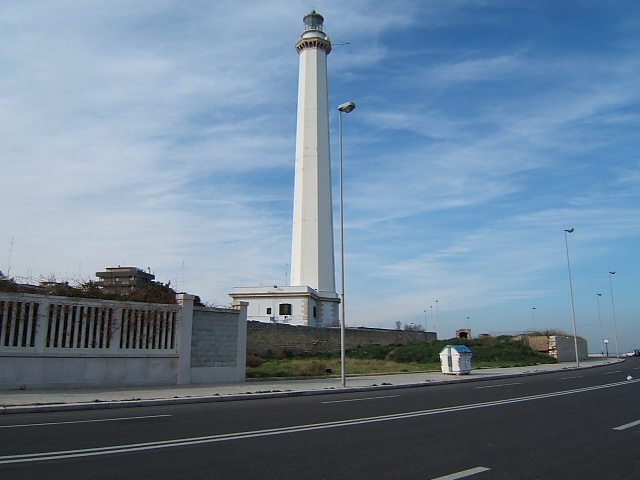
Bari, Faro di San Cataldo. In questa località furono fatti i primi esperimenti di telefonia.

Il prefisso telefonico 080 venne istituito al momento in cui in Italia fu attuata la Teleselezione, che sostituì - gradualmente - la possibilità di parlare da una rete telefonica ad un'altra tramite operatore da centralino (ex servizio 14) con la novità di poter contattare gli abbonati direttamente e immediatamente senza intervento di alcun operatore.
Non si verifica una esatta coincidenza tra i territori della città metropolitana di Bari ed il numero di prefisso telefonico 080 per i seguenti motivi storici:
1. La rete telefonica di Bari comprendeva dopo la prima guerra mondiale anche i Comuni di Fasano e Cisternino (ora situati in provincia di Brindisi), perché storicamente questi Paesi facevano parte dell'antica Provincia di Bari fino al 1927. Nella rete telefonica di Bari era compresa anche Martina Franca all'epoca facente parte della Terra d'Otranto poi diventata Provincia di Lecce, ed ora appartenente alla Provincia di Taranto.
2. Il piano telefonico nazionale, che istituì la teleselezione, negli anni tra il 1957 e il 1965, si adeguò alle strutture tecniche funzionanti all'epoca e tenne, perciò, conto delle centrali telefoniche e delle reti telefoniche operanti allora.
3. Al momento non era stata ancora istituita la Provincia di Barletta-Andria-Trani (BT), nella quale - a partire dall'anno 2004 - sarebbe stato poi compreso il Comune di Bisceglie.

Gli elenchi telefonici si adeguarono e, a partire dal 1980, inserirono come "Doppi Piombi" gli abbonati di questi comuni, sia tra quelli pubblicati nel volume distribuito in provincia di Bari, che nel fascicolo edito per la propria provincia di competenza.
Da ultimo ricordiamo che la città di Bari ospitò Guglielmo Marconi, che costruì alla punta San Cataldo (presso il faro) la prima stazione telegrafica internazionale.